# ГЕС Øvre Vinstra
ГЕС Øvre Vinstra — гідроелектростанція у південній частині Норвегії, за 70 км на північний захід від Ліллегаммера. Знаходячись перед ГЕС Nedre Vinstra, становить верхній ступінь у каскаді на Вінстрі, правій притоці річки Гудбраннсдалслоген (через озеро Мйоса, Ворму та Гломму належить до басейну Осло-фіорду).
У своєму верхів'ї Вінстра протікає через ряд озер, використаних у межах гідроенергетичного проєкту як водосховища:
- витягнуте на 25 км в широтному напрямку озеро Bygdin з площею поверхні 39 км2 та завглибшки до 215 метрів. Для перетворення на сховище з корисним об'ємом 336 млн м3 (понад 60 % загального показника резервуарів схеми) у східній частині Bygdin, наближеній до витоку з нього Вінстри, проклали п'ять коротких каналів, які сполучають окремі котловини та дозволяють здреновувати водойму з коливанням поверхні в діапазоні 9 метрів;
- так само витягнуте у широтному напрямку велике озеро Vinsteren з площею поверхні 28 км2, рівень якого може коливатись в діапазоні 4 метрів, що забезпечує корисний об'єм у 102 млн м3;
- створене з чотирьох озер — Nordre Sandvatn, Søre Sandvatn, Kaldfjorden та Øyvatnet — водосховище Kaldfjorden з площею поверхні 19,4 км2 та корисним об'ємом 76 млн м3. Його окремі частини при цьому мають коливання поверхні 3,1 метра (Sandvatn) та 5,9 метра (Kaldfjorden і Øyvatnet) та з'єднуються в єдину водойму при підйомі до максимального рівня (1019 метрів НРМ). Можливо відзначити, що первісно пропонувалось підняти рівень у Kaldfjorden до такої ж позначки як у Vinsteren (1030 метрів НРМ), що дозволило б мати об'єм сховища у понад 300 млн м3.
Крім того, як водосховище використовується озеро Nedre Heimdalsvatn, котре природним шляхом дренується ліворуч через Hinogla у озеро Slangen, коротка протока від якого впадає ліворуч у Вінстру на ділянці озера Олстаппен. Nedre Heimdalsvatn має площу 7,4 км2 та коливання поверхні в діапазоні 2 метрів, що забезпечує корисний об'єм на рівні 15 млн м3. Звідси ресурс подається на південь до Kaldfjorden через дериваційний тунель довжиною приблизно 6 км.
Вінстра витікає з південно-східного кута Kaldfjorden та, прямуючи спершу на схід, а потім на північ і пройшовши через кілька невеликих озер, досягає згаданого вище Олстаппен. При створенні гідроенергетичної схеми організували деривацію через лівобережну частину сточища — з північно-східного кута Kaldfjorden виходить тунель завдовжки 2,7 км, за яким слідує канал 0,6 км до озера Øyangen (Veslevatnet), що природним шляхом дренується ліворуч у Вінстру через річечку Holsa. Це останнє зі сховищ станції має площу 4,5 км2 та коливання поверхні в діапазоні 2 метрів, що забезпечує корисний об'єм на рівні 8 млн м3.
Від Øyangen далі на північний схід прямує головний дериваційний тунель завдовжки 7,5 км з перетином 32 м2. Він подає ресурс до балансувального резервуара Finnbølhaugen, звідки починається напірний водовід завдовжки 0,46 км. Машинний зал споруджений у підземному виконанні, а доступ до нього персоналу здійснюється через тунель довжиною майже 1 км.
Основне обладнання станції складають дві турбіни типу Френсіс потужністю по 70 МВт, яка при напорі у 330 метрів забезпечують виробництво 599 млн кВт-год електроенергії на рік. Існує план модернізації, за яким потужність ГЕС збільшать до 172 МВт (виробництво при цьому зросте лише на 10 млн кВт-год на рік).
Відпрацьована вода через відвідний тунель завдовжки 1,2 км потрапляє у згадане вище озеро Slangen, звідки переходить до Олстаппен — резервуару ГЕС Nedre Vinstra.
Для видачі продукції напруга підіймається до 315 кВ.